# Георги Попович
Хаджи Георги Попович или Попов е български общественик, търговец, водач на скопските българи в борбата за църковна независимост.

## Биография
Роден е в Скопие, тогава в Османската империя, днес в Северна Македония. Занимава се с търговия с по-малкия си брат Христо и стават хаджии. Поддържа търговски връзки с Виена и Сараево. Той застава начело на радикалното течението на съгражданите си, които са за изгонването на владиката грък и замяната му с българин. Оглавява скопската община след смъртта на умерения владика Гавриил III Скопски и заточението на хаджи Трайко Дойчинович. Хаджи Георги Попович оставя търговията в ръцете на брат си Христо и изцяло се отдава на народното дело, като отново започва да работи пред Патриаршията за назначаване на владика българин. След назначението на фанариота Йоаким Скопски борбата се разгаря още по-силно. Около братя Попови се образува група от млади дейни граждани – Зафир Малев, Гьоре Трайков, Хаджи Кочо, Георги Карайовов.
Братя Попович внасят по 5000 гроша за изграждането на новата училищна сграда в двора на църквата „Света Богородица“, в което преподава видният български деец Йордан Хаджиконстантинов Джинот. Около 1850 или 1851 година Хаджи Георги, който с брат си е руски поданик, става почетен руски консул в Скопие. При избухването на Кримската война властите арестуват двамата братя и ги заточват в Сяр, а владиката Йоаким успява да издейства изгонването на Джинот от града. След войната братя Попович се завръщат в Скопие, но са материално разорени. Поради негативното отношение на местното турско население, те скоро се изселват в Сърбия, където оставят потомство в Белград.
През 1898 година Васил Кънчов, пише за Георги Попович:
| „ | Той бил въодушевен патриот от категорията на Ангелко Палашев във Велес, на Денкооглу в София и на много други първенци от оная светла епоха, благодарение на които българският народ можа да устои срещу много хитрия и силен със средства и опитност фенерски противник. | “ |